# Língua gǀui
Gǀui ou Gǀwi (pronúncia /ˈɡwiː/, sendo também escrita como ǀGwi, Dcui, Gcwi, ou Cgui) é uma língua coissã de Botsuana que tinha 2.500 falantes em 2004 (Conf. Cook). Faz parte do grupo de dialetos da língua Gǁana, sendo muito relacionada com a língua naro. Usa muitas palavras oriundas da língua ǂ’Amkoe.  Gǀui, ǂ’Amkoe e Taa formam o núcleo básico do sprachbund do Kalahari e compartilham um bom número de características que incluem uma grande quantidade de fonemas consoantes e cliques.
A língua tem um dialeto, Khute

## Escrita
A língua Gǀui usa uma forma do alfabeto latino sem as letras F, V, Z. Há 24 grupos de 2 letras e 56 símbolos para cliques.
São seis sons consoantes (sendo 52 cliques) ou 52 consoantes (sendo 20 cliques), dependendo da análise. Existem dez vogais e dois a seis tons, dependendo novamente da análise.

### Cliques
O G|ui tem 24 consoantes consolidada] simples, além de cliques complexos que são analisados de forma variada como sendo grupos consonantais ou contornos de fluxo de ar. Tal como acontece com muitas das línguas Tshu-Khwe, os cliques perderam um pouco da sua importância sob a influência das línguas bantas vizinhas. Muitas palavras que anteriormente começaram com cliques (como mostrado por cognatosem línguas relacionadas) os perderam nos últimos séculos em Gǀui. No entanto, o Gǀui possui o maior inventário conhecido de cliques de qualquer idioma coissã.
O G|uio foi descrito com tendo cliques de contraste entre consoantes velares e uvulares cliques. No entanto, todos os cliques de Gǀui são uvulares (ou faríngeais; a parte 'uvular' desse último é parte de uma corrente de ar de contorno, uma transição de um clique para uma liberação sem clique: efetivamente, o clique transita para uma consoante não-clique. (há em língua japonesa uma situação similar) Nakagawa propõe que o contorno e cliques glotalizados não são sons únicos, mas sequências de um clique e uma consoante uvular ou glotal, embora Miller (2011) observe que tal análise apresenta problemas quando estendida a outros idiomas com cliques.
Ao todo, existem treze dessas séries, ou "acompanhamentos", e todas as 52 combinações possíveis são encontradas. Exceto pela falta de cliques bilabiais, o inventário é quase idêntico ao de alguns falantes da língua ǂ'amkoe, que está em contato intenso com o Gǀui e pode ter emprestado algumas de suas cliques do Gǀui, e perdeu outros não encontrados em Gǀui.
Miller (2011), em um estudo comparativo com outros idiomas, interpreta a descrição de Nakagawa da seguinte forma. (Nakagawa ⟨kǃʔ⟩ e ⟨ǃqxʼ⟩ são analizados como [ᵑǃˀ] e [ǃ͡kxʼ], respectivamente.)
| Clique simples              | Clique africado | Clique africado  | Clique 'agudo | Clique 'agudo |
| --------------------------- | --------------- | ---------------- | ------------- | ------------- |
| Clique simples              | dental          | alveolar lateral | post-alveolar | palatal       |
| sonoro                      | ᶢǀ              | ᶢǁ               | ᶢǃ            | ᶢǂ            |
| tenuis                      | ǀ               | ǁ                | ǃ             | ǂ             |
| aspirado                    | ǀʰ              | ǁʰ               | ǃʰ            | ǂʰ            |
| glotalizado oral            | ǀˀ              | ǁˀ               | ǃˀ            | ǂˀ            |
| nasal                       | ᵑǀ              | ᵑǁ               | ᵑǃ            | ᵑǂ            |
| tenuis aspirado nasal       | ᵑ̊ǀʰ             | ᵑ̊ǁʰ              | ᵑ̊ǃʰ           | ᵑ̊ǂʰ           |
| glotalizado nasal           | ᵑǀˀ             | ᵑǁˀ              | ᵑǃˀ           | ᵑǂˀ           |
| linguo-pulmônico - contorno |                 |                  |               |               |
| Pré-nasalizado sonoro       | ᶢǀ͡ɢ             | ᶢǁ͡ɢ              | ᶢǃ͡ɢ           | ᶢǂ͡ɢ           |
| Tenuis                      | ǀ͡q              | ǁ͡q               | ǃ͡q            | ǂ͡q            |
| Aspirado                    | ǀ͡qʰ             | ǁ͡qʰ              | ǃ͡qʰ           | ǂ͡qʰ           |
| Fricativo tenuis            | ǀ͡χ              | ǁ͡χ               | ǃ͡χ            | ǂ͡χ            |
| Glotalizado ejetivo         | ǀ͡qʼ             | ǁ͡qʼ              | ǃ͡qʼ           | ǂ͡qʼ           |
| Velar ejetivo aficado       | ǀ͡qχʼ            | ǁ͡qχʼ             | ǃ͡qχʼ          | ǂ͡qχʼ          |

Os cliques de contorno fortis ('uvular') tendem a ser pré-nasalizados,  [ɴǃɢ].
Como na maioria das línguas com cliques, as séries nasais glotalizadas  / ᵑǃˀ / são pronunciadas com um tempo de início da liberação da voz  na glotal [{IPA | [ǃˀ]}} na posição inicial, e pré-nasalizeda  [ᵑˀǃ] depois de um vogal. O contraste entre as cliques nasais glotais e orais é incomum, mas também foi relatado em ǂ’Amkoe e em Yeyia, depois que Nakagawa anunciou sua descoberta em Gǀui. O dialeto do  Gǀui também apresenta cliques nasais pré-glotalizados de forma alofônica.  Eles se desenvolveram a partir de cliques nasais glotalizados antes de vogais faringealizadas, talvez sob influência do ǂ’Amkoe.
| Khute Gǀui | outros Gǀui | Português                             |
| ---------- | ----------- | ------------------------------------- |
| [ˀᵑǂúˁrī]  | [ᵑǂˀúˁrī]   | "pomo de adão" (vogal faringealizada) |
| [ᵑǂˀúbī]   | [ᵑǂˀúbī]    | "ovo" (vogal modal)                   |

### Outras consoantes
|                           |             | Bilabial | Alveolar | Alveolar | Palatal | Velar     | Uvular | Glotal |
| plana                     | Africada    | Bilabial |          |          | Palatal | Velar     | Uvular | Glotal |
| ------------------------- | ----------- | -------- | -------- | -------- | ------- | --------- | ------ | ------ |
| Nasal                     | Nasal       | m        | (n)      |          |         | (ŋ)       |        |        |
| Plosiva                   | Tenuis      | p        | t        | ts       | c       | k         | q      | ʔ      |
| Plosiva                   | Fortis      | b        | d        | dz       | ɟ       | g         | ɢ      |        |
| Plosiva                   | Aspirada    | pʰ       | tʰ       | tsʰ      | cʰ      | kʰ        | qʰ     |        |
| Plosiva                   | ejetiva     | (tʼ)     | tsʼ      | cʼ       | kʼ      | qχʼ [kʟ̥’] |        |        |
| Consoante uvular africada | plana       |          | tχ       | tsχ      |         |           |        |        |
| Consoante uvular africada | ejetiva     |          | tqχʼ     | tsqχʼ    |         |           |        |        |
| Fricativa                 | Fricativa   |          |          | s        |         |           | χ      | h      |
| Aproximante               | Aproximante | w        | (ɾ~l)    |          | j       |           |        |        |

A maioria das palavras são da forma CV, CVV, CVCV, CVN, onde C significa uma consoante, V para um vogal e N para uma consoante nasal (m, n). Em palavras CVCV, apenas um conjunto limitado de consoantes ( bm ɾ n j w) pode ocorrer em posição medial (a segunda sílaba). Destes, dois ( n, ɾ) podem não ocorrer no início de uma palavra, e devido a restrições com vogais nasais pode-se argumentar que é alofônica. O  n, ɾ é pronunciado  [l] após um clique lateral ou um vogal faríngeo (mas não depois de um velar ejetivo  / kʟ̥ ’/).  / ŋ / ocorre apenas em mimesis.  / tʼ / ocorre em uma única palavra, t'aa 'esculpir', que não é amplamente conhecida.
Os palatais, que são únicos entre as línguas coissãs de Gana-Gǀui, derivam historicamente das alveolares que estão antes dos vogais não faringeais. Na língua Gǁana essa mudança só ocorreu parcialmente.
/tqχʼ/ e /tsqχʼ/ também foram analisadas como /tχ’/ e /tsχ’/, os homólogos ejetivos de /tχ/ e /tsχ/.  No entanto, suas pronúncias são [tqχʼ] e [tsqχʼ].

### Vogais
O G|ui tem cinco vogais modais, três vogais nasais, e duas vogais faringeais,  aˤ oˤ. Existem ditongos  o͜a e  o͜aˤ, mas são alofones de  o. Também tem vogais sussurradas, mas elas são descritas como parte do sistema de tons.
Apenas os cinco modais vogais  aeiou ocorrem em mono-moraica (CV ou V) raízes, que exceto pelo substantivo ò 'coisa, lugar, caso' são todos morfemas gramaticais. Estes são reduzidos a três vogais nasais após as consoantes nasais, incluindo os cliques nasais glotalizados.
Os vogais modais e os vogais faringeais  aˤ oˤ / o͜aˤ, ocorrem como primeira vogal (V1) das raízes bimoraicas, CVCV, CVV e CVN, embora as vogais modais sejam reduzidas a  a e i o͜a antes de uma coda nasal, C  'V'  N. Este  o͜a corresponde a  o no G||ana. O pharyngeal  oˤ e o  o͜aˤ também estão em distribuição complementar:  oˤ em palavras CVV e  o͜aˤ em palavras CVCV e CVN; alguns falantes usam  o͜aˤ em raízes de CVV também, de modo que seus vogais faringeais são reduzidos a  aˤ o͜aˤ.
As vogais modais e nasais (mas não as faríngeais) ocorrem como segunda vogal (V2) das raízes bimoraicas, CVCV or CVV, embora somente s vogais modais possam seguir as consoantes mediais  b ɾ, e somente as vogais nasais sigam as consoantes mediais  m n. Vogais orais ou nasais podem seguir  j w ou não vogais (raízes CVV). Ou seja,  m n medial podem ser vistos como alofones de  b ɾ.
A consoante inicial (C1) pode ser qualquer uma, exceto  n ɾ. A consoante medial (C2) pode ser  b ɾ m n j w. N pode ser  m n.
Existem outras restrições vogais. V1 é sempre ‘’i’’ em palavras CVCV quando C1 é não-clique palatal, por exemplo. (Isso ocorre porque esses sons surgiram historicamente de alveolares seguidas por  i, que ainda são encontrados em Naro. As consoantes uvularizadas causam redução vogal.

### Tons
O G|ui pode ser analisado como tendo dois tons fonêmicos abstratos, além de voz murmurada, o que é abordado aqui e não comob vogais.
Morfemas monossilábicos carregam um dos dois tons, alto e baixo. Raízes bi-moráicas (com duas mora (linguística)s carregam um dos seis tons: alto nível, alto-médio (ou "alta queda"), médio-baixo (ou "médio"), baixo-médio caindo / subindo, alto caindo (ou "caindo"), e baixo em queda (ou "baixao). Quedas baixas e médias baixas são acompanhadas por uma fonação de voz sussurrante, as outras quatro com uma fonação clara. Os tons altos e baixos em queda formam uma classe natural, ativando, por exemplo, um tom alto no sufixo -si, enquanto os outros quatro tons de raiz acionam um tom baixo em -si.
Ou seja, existem dois tons ou raízes CV e V; dois tons em raízes bi-moráicas com vogais sussurrantes, um deles caindo; e quatro tons em raízes bi-moráicas com outras vogais, um deles caindo. Assim, existem quatro tons fonêmicos nas raízes de CVCV, CVV e CVN, um número esperado se houver dois tons possíveis em cada mora, com tom moráico N, embora seus contornos não sejam simples justaposições de alto / baixo + alto / baixo.